# دمیدن

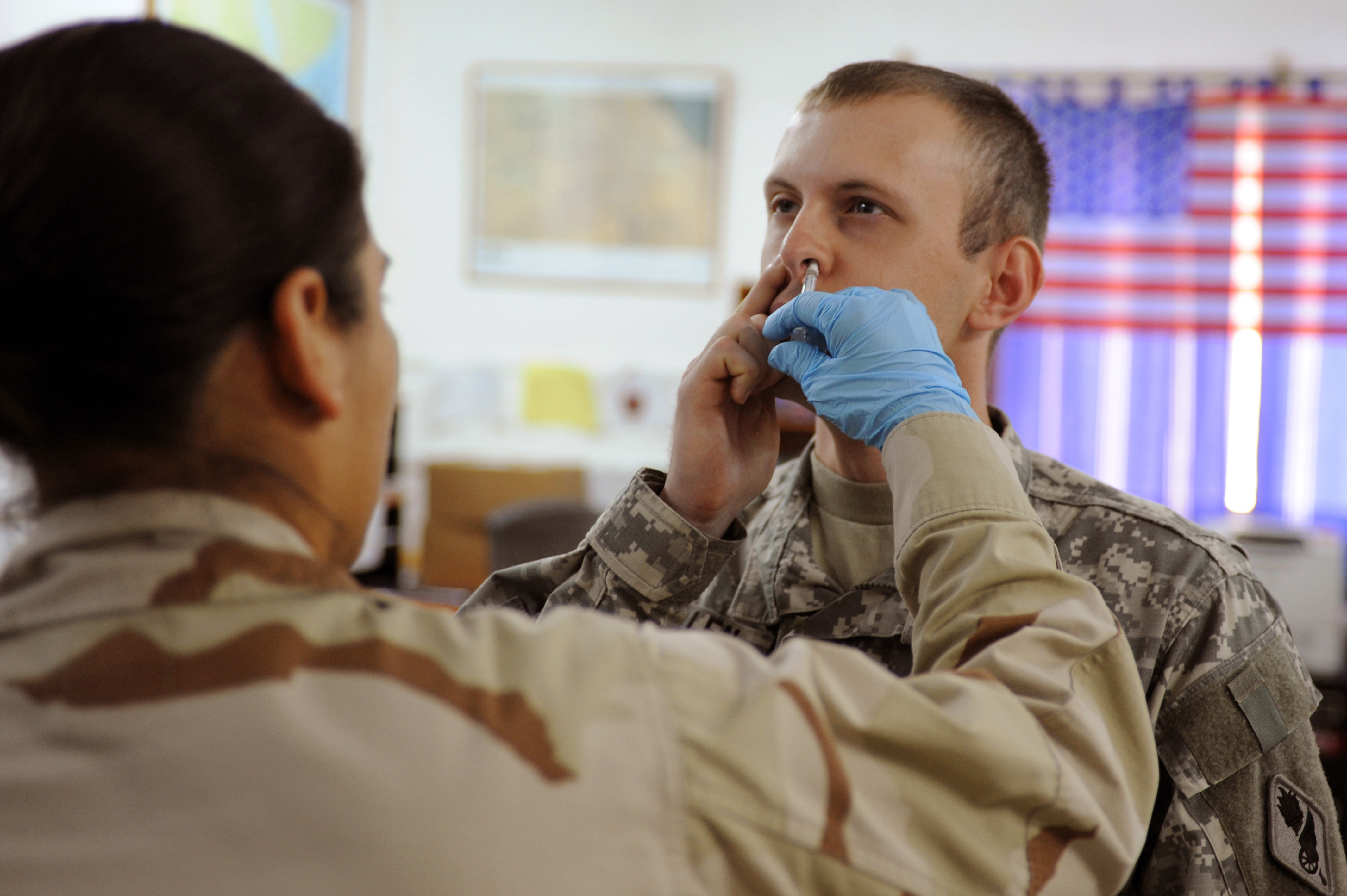
دمیدن

دمیدن یا دمش (به انگلیسی: (Insufflation (medicine) در پزشکی، یک روش انتقال دارو به داخل بدن به‌وسیله دمش ماده مورد نظر است. دمش کاربردهای پزشکی فراوانی دارد که از میان آن‌ها استعمال از بینی شاخص‌تر است.